# Alwernia
Alwernia è un comune urbano-rurale della Polonia, situato a 36 km a ovest di Cracovia, nel distretto di Chrzanów del voivodato della Piccola Polonia. Prima del 1999, la città ha fatto parte del voivodato di Cracovia. Alwernia è la sede di grandi laboratori chimici ed è un grande centro per il turismo.

## Storia
Il nome della città viene da quello della città toscana di La Verna (in latino Alvernia), luogo di eremitaggio dei francescani. Ad Alwernia fu costruito un monastero dell'ordine di San Bernardo tra il 1625 e il 1656. La chiesa risale al periodo 1630-1676.
Sotto il monastero iniziò a svilupparsi un mercato: nel 1796 Alwernia era conosciuta per essere un (piccolo) centro commerciale e amministrativo.
Nel 1926 furono stabiliti della parte sud della città dei laboratori di chimica; oggi questi centri rappresentano la maggior fonte di occupazione per i cittadini di Alwernia. Il paesaggio ameno e la vicinanza alla città di Cracovia portarono alla crescita della città, alla quale nel 1993 fu garantito pieno diritto civico.